# Zeche Huferbänke
Die Zeche Huferbänke ist ein ehemaliges Steinkohlenbergwerk in Essen-Kupferdreh-Dilldorf. Das Bergwerk bestand aus zwei Grubenfeldern, die zeitweise getrennt, aber auch zeitweise gemeinsam geführt wurden.

## Bergwerksgeschichte Huferbänke
Im Jahr 1802 wurden auf der Zeche Huferbänke pro Tag 50 Ringel gefördert. Kurz danach wurde die Gesamtberechtsame in zwei eigenständige Bergwerke aufgeteilt und zwar in die Zeche Huf I und in die Zeche Huferbank. Etwa um das Jahr 1879 wurden beide Bergwerke vereinigt zur Zeche Huf I & Huferbank, welche dann auch wieder Zeche Huferbänke genannt wurde.

## Bergwerksgeschichte Huf I
Die Zeche Huf I in Essen-Kupferdreh wurde vermutlich auch Zeche Huferbank I genannt und ist aus der Trennung der beiden Grubenfelder der Zeche Huferbänke entstanden. Im Jahr 1803 wurde diese Zeche auch Zeche Gabe Gottes genannt. Im Jahr 1867 wurde mit dem Stollenbau in der Dilldorfer Mulde begonnen. Die Berechtsame umfasste in diesem Jahr das Längenfeld Franziska und ein weiteres nicht genau benanntes Längenfeld. Etwa um das Jahr 1879 kam es zur Vereinigung mit der Zeche Huferbank.

### Förderung und Belegschaft
Die ersten bekannten Förder- und Belegschaftszahlen des Bergwerks stammen aus dem Jahr 1867, mit neun Bergleuten wurden 610 Tonnen Steinkohle gefördert. 1870 wurden mit 29 Bergleuten 5309 Tonnen Steinkohle gefördert. Die maximale Förderung des Bergwerks wurde im Jahr 1873 erbracht. In diesem Jahr wurden mit 56 Bergleuten 16.768 Tonnen gefördert wurden. Im Jahr 1875 wurden mit 31 Bergleuten 7677 Tonnen Steinkohle gefördert. Die letzten bekannten Förder- und Belegschaftszahlen des Bergwerks stammen aus dem Jahr 1878, als mit vier Bergleuten 491 Tonnen Steinkohle gefördert wurden.

## Bergwerksgeschichte Huferbank
Die Zeche Huferbank in Essen-Kupferdreh wurde auch Zeche Huferbank II genannt, sie ist 1802 aus der Trennung der Zeche Huferbänke entstanden. Im Jahr 1858 wurde ein Stollen im Asbachtal bearbeitet. Im Jahr 1862 wurde die Berechtsame der Hardenbergischen Kohlenbergwerke übernommen und im Feld Vereinigte Petersburg Abbau betrieben. Die Berechtsame umfasste ein Längenfeld. Im Jahr 1878 kam es zur Stilllegung der Zeche Huferbank. Im darauffolgenden Jahr zur Vereinigung mit der Zeche Huf I zur Zeche Huf I & Huferbank.

### Förderung und Belegschaft
Die ersten bekannten Förderzahlen des Bergwerks stammen aus dem Jahr 1829, es wurden 20.228 Scheffel Steinkohle gefördert. Im Jahr 1834 sank die Förderung auf 12.273 1/2 Scheffel Steinkohle. Im Jahr 1858 weiteres Absinken der Förderung auf 11.895 Scheffel Steinkohle. Die ersten bekannten Belegschaftszahlen des Bergwerks stammen von 1861, damals waren 25 Bergleute auf dem Bergwerk beschäftigt, die eine Förderung von 22.650 preußischen Tonnen erbrachten. Im Jahr 1867 wurden mit 17 Bergleuten 3913 Tonnen gefördert. Im Jahr 1870 stieg die Förderung leicht auf 4672 Tonnen, die Belegschaft stieg auf 22 Bergleute. Die maximale Förderung des Bergwerks wurde im Jahr 1873 erbracht, es wurden mit 24 Bergleuten 6876 Tonnen gefördert. Die letzten bekannten Förder- und Belegschaftszahlen des Bergwerks stammen aus dem Jahr 1877, in diesem Jahr wurde von einem Bergmann eine Förderung von 120 Tonnen Steinkohle erbracht.

## Bergwerksgeschichte Huf I & Huferbank
Etwa um das Jahr 1879 kam es zur Vereinigung der beiden eigenständigen Zechen Huf I und Huferbank zur Zeche Huf I & Huferbank, auch bekannt als Zeche Huferbänke. Im selben Jahr wurde die Gewerkschaft Huferbank gegründet. Das Baufeld Huf I war in der Dilldorfer Mulde in Betrieb, das Baufeld Huferbank war außer Betrieb. Im Jahr 1884 kam es auch in dem Baufeld Huf I zur Betriebseinstellung. Im Jahr 1887 wurde im Baufeld Huf I noch einmal Abbau betrieben, später wurde dieses Baufeld dann ebenfalls stillgelegt. Im Jahr 1906 wurde die Berechtsame der Zeche Adler zugeschlagen.

### Förderung und Belegschaft
Die folgenden Förder- und Belegschaftszahlen beziehen sich nur auf das Baufeld Huf I. Im Jahr 1881 wurden mit vier Bergleuten 955 Tonnen Steinkohle gefördert. Im Jahr 1883 sank die Förderung auf 463 Tonnen Steinkohle, diese Förderung wurde von drei Bergleuten erbracht. Im Jahr 1884 erneutes Absinken der Förderung auf 18 Tonnen, die Belegschaftszahl sank auf zwei Bergleute. Die letzten bekannten Förder- und Belegschaftszahlen des Bergwerks stammen aus dem Jahr 1887, in diesem Jahr wurden mit vier Bergleuten 977 Tonnen Steinkohle gefördert.